# アルピニャーノ
アルピニャーノ（伊: Alpignano）は、イタリア共和国ピエモンテ州トリノ県にある、人口約17,000人の基礎自治体（コムーネ）。

## 地理

### 位置・広がり

#### 隣接コムーネ
隣接するコムーネは以下の通り。
- カゼレッテ
- コッレーニョ
- ピアネッツァ
- リーヴォリ
- サン・ジッリオ
- ヴァル・デッラ・トッレ

## 行政

### 分離集落
アルピニャーノには、以下の分離集落（フラツィオーネ）がある。
- Cascina Bonafus, Grange Palmero, Lago Sclopis, Pascolo, Viarossa

## 姉妹都市
- フォンテーヌ、フランス